# Michele Botzan
Michele Botzan est une ancienne joueuse brésilienne de volley-ball née le 20 novembre 1986 à Taió. Elle mesure 1,80 m et jouait au poste de réceptionneuse-attaquante. 

## Clubs
| Club                          | De        | À         |
| ----------------------------- | --------- | --------- |
| Associação Vôlei Joinville    | 2003-2004 | 2004-2005 |
| Blumenau Voleibol Clube       | 2005-2006 | 2008-2009 |
| Santa Catarina Voleybol Clube | 2009-2010 | 2010-2011 |
| Macaé Sports                  | 2011-2012 | 2011-2012 |